# Jordan Massengo
Jordan Massengo (Saint-Mandé, 31 januari 1990) is een Frans-Congolese voetballer. Massengo speelt als defensieve middenvelder.

## Clubcarrière

### Istres & Besançon
Massengo maakte zijn debuut voor Istres FC op 2 april 2010 in een uitwedstrijd tegen CS Sedan, deze wedstrijd eindigde 1-1. Hij speelde 53 minuten, hierna werd hij gewisseld door Adel Chedli. Massengo speelde in dat seizoen nog 22 wedstrijden in zijn debuutseizoen. Hij behaalde zijn eerste doelpunt in het gelijkspel tegen Dijon FCO op 20 Augustus 2010. Hij kwam in die wedstrijd tijdens de rust op het veld voor Abdelnasser Ouadah. Het seizoen hierna werd hij voor een jaar uitgeleend aan Racing Besançon, hier speelde hij twintig competitie-wedstrijden. Na dit seizoen speelde Massengo nog een jaar voor Istres FC, hier was hij niet altijd basisspeler.

### Vannes & Mons
In 2013 trok hij naar Vannes OC, hier was hij een van de titularissen, lang bleef hij echter niet in Vannes, in 2014 trok hij naar RAEC Mons. Mons was het seizoen ervoor net gedegradeerd uit de Jupiler Pro League. Daar eindigde men laatste. In Tweede Klasse kampten men met financiële problemen, in februari 2015 besliste de voorzitter van Mons om de club geen meer te funderen. Ondanks de slechte situatie langs het veld behaalde men toch nog een zevende plaats, Massengo was hier het gehele seizoen titularis.

### Tondela & Union
Na het faillissement van RAEC Mons vertrok hij naar CD Tondela hier speelde hij geen enkele officiële wedstrijd, na anderhalve maand vertrok hij alweer bij de Portugese eersteklasser. Massengo vertrok naar Union Sint-Gillis, de traditieclub eindigde in zijn eerste seizoen terug in de tweede klasse sinds 2008 op de zesde plek. Waardoor Les Unionistes een plek in 1B veiligstelde. In het eerste seizoen van het nieuwe competitieformaat eindigde Union op een vierde plek. De hoogste positie die de club behaalde sinds 1977. Het seizoen erna eindigde Union zesde, dit betekende dat de club play-downs moest spelen, hier eindigde men voorlaatste waardoor de club degradatie nipt ontglipte.

### RWD Molenbeek
Massengo zijn contract liep in de zomer van 2018 af, hij bleef het gehele 2018/19 seizoen zonder club. Hierna keerde hij terug naar Brussel, waar hij voor Union's stadsgenoot RWD Molenbeek tekende.

## Interlandcarrière
In juni 2015 werd Massengo voor het eerst opgeroepen voor het Voetbalelftal van Congo-Brazzaville voor de kwalificatiewedstrijd voor de Africa Cup of Nations, hij speelde echter geen minuut in deze interlandbreak. In maart 2016 maakte Massengo zijn debuut in de kwalificatiewedstrijd voor de Africa Cup of Nations tegen én in Zambia. Hij speelde de volledige wedstrijd en wist zelfs te scoren, de wedstrijd eindigde op een 1-1 gelijkspel. Vier dagen later werd de terugwedstrijd in Congo-Brazzaville gespeeld, hier speelde hij ook de volledige wedstrijd én wist hij wéér te scoren, hij speelde beide wedstrijden als defensieve middenvelder. In 2016/17 hij nog vijf wedstrijden. Hierna werd hij niet meer opgeroepen tot november 2018, toen speelde Congo-Brazzaville tegen Congo-Kinshasa, Massengo kwam niet van de bank. Hij zat toen al vier maanden zonder club terwijl hij het gehele seizoen 2017/18 net zoals in 2016/17 als titularis speelde, echter werd hij dat seizoen geen enkele keer opgeroepen.